# Cuisine cantonaise

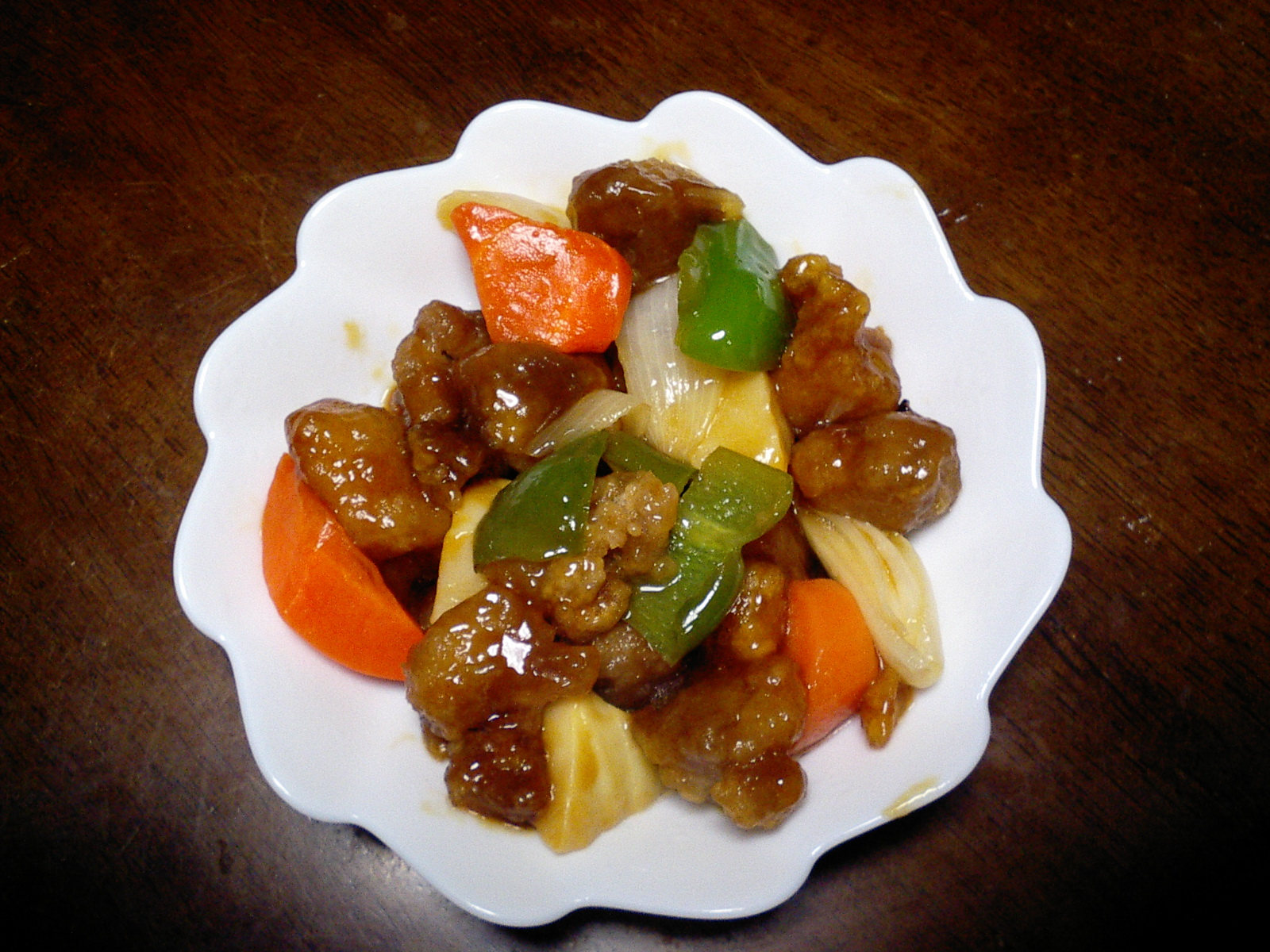
Porc en sauce aigre-douce.

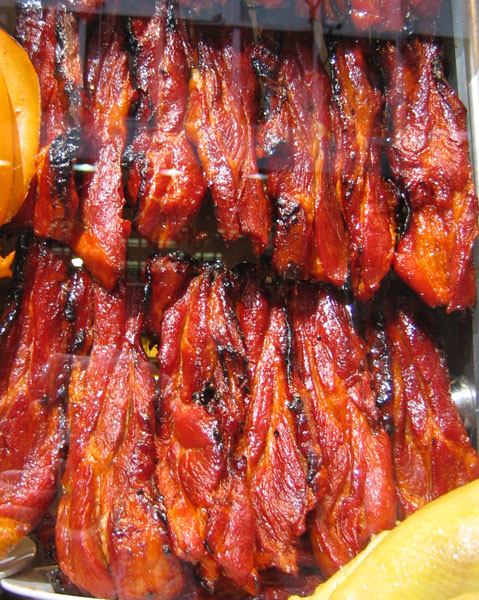
Porc rôti au barbecue.

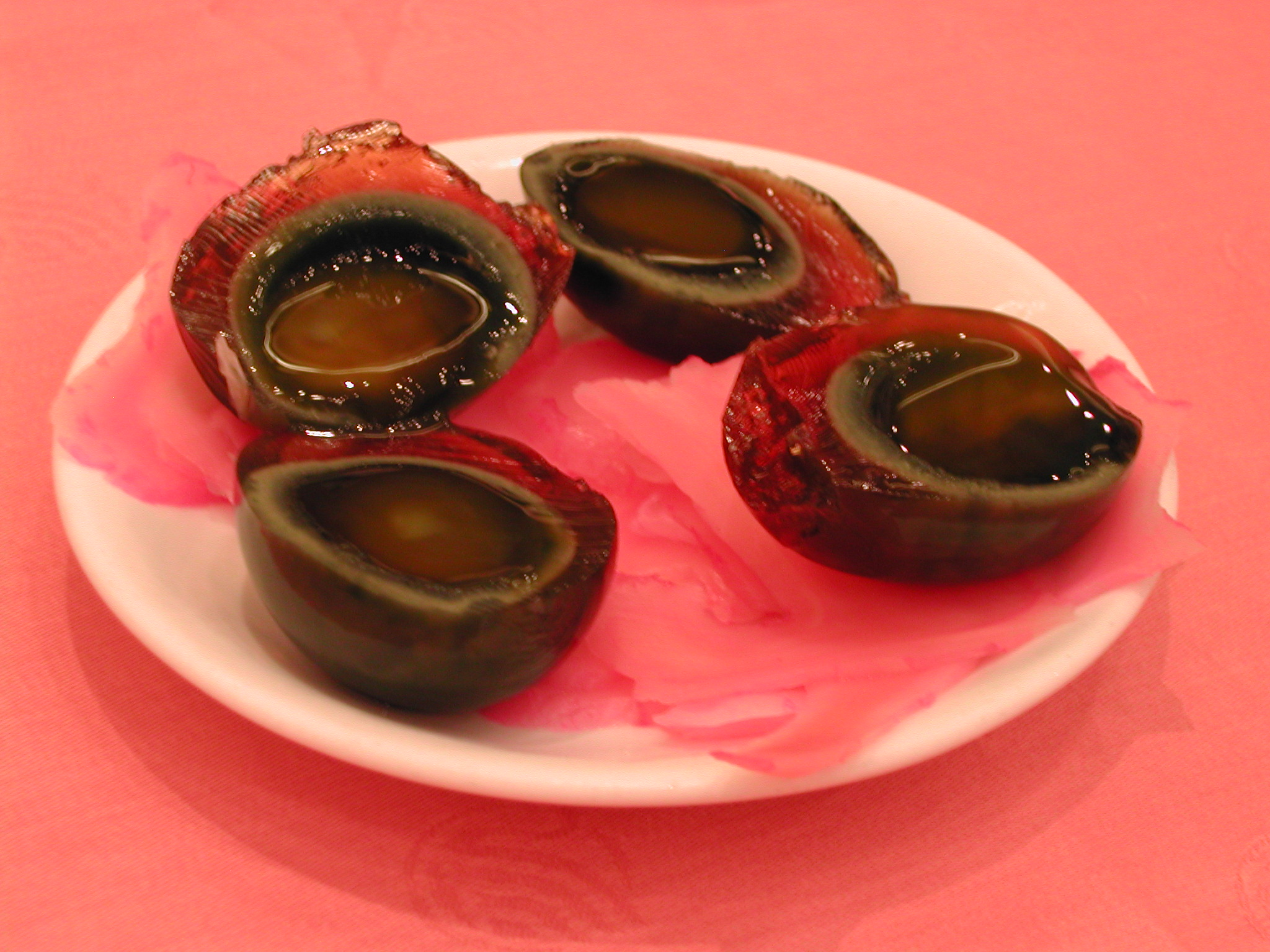
Œufs de cent ans au gingembre.

La cuisine cantonaise, ou Yuè cài (chinois : 粤菜 ; pinyin : Yuè cài, « Yuè » étant l'ancien nom de la province) est la plus connue des huit grandes cuisines régionales de la Chine, groupées parfois en quatre grandes familles. Elle est souvent considérée comme la meilleure de Chine, voire d'Asie. Elle constitue un mode de vie à part entière, et focalise les passions à un degré extrême : c'est un déshonneur de ne pas bien manger à Canton.

## Description
Cette cuisine utilise une grande diversité d’ingrédients, Canton étant un grand port de commerce depuis le XVIIIe siècle. En effet, la quasi-totalité du règne animal a sa place dans les cuisines cantonaises : insectes, souris, serpents, singes et autres sont accommodés à l'infini. Bien des parties anatomiques rarement consommées en Occident sont considérées comme des mets de choix : viscères, têtes, pattes, queue…
Les chefs de Canton utilisent beaucoup de méthodes de cuisson en fonction de leur rapidité et de leur capacité à faire sortir la saveur des ingrédients les plus frais : cuire à la vapeur, frire rapidement à haute température, bouillir, cuire à l’étouffée, cuire dans la friture, etc. Les épices doivent être utilisées en petites quantités, évitant de s’imposer sur les saveurs des ingrédients primaires qui, à leur tour, doivent être au meilleur de leur fraîcheur et qualité.
S’y ajoutent la ciboulette chinoise (韭菜, jiǔ cài), le gingembre, utilisé modérément, et les feuilles de coriandre, principalement comme garniture. Une tradition typiquement cantonaise est la dégustation du thé (饮茶, yǐn chá), sorte de brunch qui commence très tôt le matin et peut durer jusqu'en début d'après-midi. On y consomme des dimsums (点心, diǎn xīn), bouchées à base de farces variées, enrobées dans de la pâte de riz ou de blé, accompagnées de thé. Il existe bien sûr d'autres mets, plus ou moins traditionnels.
Il est courant de voir les gens manger des baozi, de petites brioches fourrées à la viande ou aux légumes, le matin (包子, bāo zi), originaire du nord-est de la Chine. Le reste de la journée ne boude pas les plaisirs de la table, bien qu'il n'existe pas vraiment d'heures fixes pour les repas, comme en Occident. Ainsi, il n'est pas rare de voir les restaurants afficher complet le soir à 23 h et au-delà, en semaine. Et le matin à 7 h, le déjeuner attire les foules dans ces mêmes restaurants. Il s'agit principalement de personnes âgées qui ont fait leur gymnastique matinale, ou chanté en groupe dans les parcs arborés de la ville.
Parallèlement, les breuvages médicinaux cantonais sont offerts dans des salons spécialisés partout dans la ville, classés selon l'affection à guérir : maux de tête, de reins, de ventre… Les ingrédients de ces breuvages, qui sont également prescrits dans les hôpitaux traditionnels chinois, s'achètent en grande partie au marché Qingling, un centre de distribution de pharmacopée chinoise où l'on trouve herbes de toutes sortes, décoctions d'écorces, pénis de renne séché…
Ces habitudes alimentaires sont revenues en force, après la période de privation suivant le règne de Mao Zedong, et constituent certainement la marque culturelle la plus forte de Canton, complètement transformée par son urbanisme galopant.

## Plats représentatifs
- Cuisses de grenouilles à la vapeur avec feuille de lotus (荷叶蒸田鸡, héyè zhēng tiánjī)
- Nid d’amour aux fruits de mer (海鮮雀巢, hǎixiān qiǎo cháo)
- Œufs cuits à la vapeur (蒸水蛋, zhēngshuǐ dàn)
- Pigeon mariné et cuit dans la friture (燒乳鴿, shāo rǔ gē)
- Porc sauce aigre-douce (咕噜肉, gūlū ròu)
- Porc au caramel
- Poulet croustillant (炸子鸡, zhà zǐjī)
- Soupe de citrouille (冬瓜湯, dōngguā tāng)
- Tong sui, soupe aux haricots rouges (紅豆沙, hóngdòu shā)
- Travers de porc à la vapeur avec haricots noirs fermentés et piments  (豉椒排骨, chǐ jiāo páigǔ)
- Yam-cha (饮茶, yǐn chá), ou « brunch cantonais » : les dimsums (点心, diǎn xīn), une grande variété de bouchées à la vapeur sont présentées sur des chariots circulant à travers le restaurant de chat. Ils sont consommés avec un breuvage médicinal ou du thé.